# Arducius de Faucigny
Arducius/Ardutius de Faucigny, mort le 25 juillet 1185, est un prélat catholique du XIIe siècle issu de la Maison de Faucigny. Évêque de Genève, il est fait prince en 1154, en échange de son soutien à l'empereur Frédéric Barberousse contre le comte de Genève.

## Biographie
La date de naissance d'Arducius ou Ardutius (parfois Ardizon) de Faucigny est inconnue. Il est le fils du seigneur Raoul/Rodolfe/Rodolphe (I) (pt) (v. 1095 - v. 1131) et de Constance de Beauvoir. Le généalogiste Gustave Chaix d'Est-Ange (1921) indiquait que le nom de la mère était inconnu. Il a pour frères Ponce († 1178), fondateur de l'abbaye de Sixt ; Aymon/Aimon, qui succède à leur père ; Raoul/Rodolphe (II), dit l'Allemand ou le Teuton, auteur de la branche de Lucinge, et Raymond,. Il est le neveu de Gérold de Faucigny, évêque de Lausanne.
La première mention de ce personnage se fait vers 1135 lors de son accession au siège épiscopal de Genève. Il est en même temps prévôt de l'église de Lausanne à l'abbaye du lac de Joux (1126/1130).
Bernard de Clairvaux lui envoie des lettres de remontrances lors de sa nomination : « Le siège auquel, mon très cher, tu viens d'être appelé, demandait un homme de nombreux mérites. Nous regrettons de n'en voir apparaître chez toi aucun, ou du moins aucun suffisant ». Il semble que son épiscopat ait fait mentir celles-ci. Il s'oppose ainsi souvent à son cousin, le comte de Genève Amédée Ier. Partisan de l'Empereur, il reçoit en échange de son soutien le titre de prince de Frédéric Barberousse (diplômes de 1154 et 1162). Cette protection, en tant que « prince immédiat de l'Empire », lui permet de contrer le pouvoir laïque sur la terre épiscopale.
Au cours de son épiscopat, la nouvelle cathédrale de Genève est édifiée.
Arducius meurt le 25 juillet 1185. Le frère Nantelme lui succède.

## Postérité
Une rue porte son nom à Genève, Ardutius-De-Faucigny.

### Autres références
1. ↑  Diocèse, 1985, p. 33.
2. 1 2  Léon Ménabréa, Des origines féodales dans les Alpes occidentales, Imprimerie royale, 1865, 596 p. (lire en ligne), p. 351-369 , Chapitre V..
3. 1 2 3 4 5 6 7 8 9  Ansgar Wildermann / trad. : Marie Ellenberger-Leuba, « Arducius de Faucigny » dans le Dictionnaire historique de la Suisse en ligne, version du 24 octobre 2005.
4. 1 2  Gustave Chaix d'Est-Ange, Dictionnaire des familles françaises anciennes ou notables à la fin du XIXe siècle, t. XVII. Fab-Fei, Evreux, imprimerie Charles Herisseys, 1921 (lire en ligne), p. 136-143, « Faucigny-Lucinge, de Coligny et de Cystria (de) ».
5. 1 2  Henri Baud, Jean-Yves Mariotte, Alain Guerrier, Histoire des communes savoyardes : Le Faucigny, Roanne, Éditions Horvath, 1980, 619 p. (ISBN 2-7171-0159-4), p. 14..
6. ↑  Nicolas Carrier, Matthieu de La Corbière, Entre Genève et Mont-Blanc au XIVe siècle : enquête et contre-enquête dans le Faucigny delphinal de 1339, Librairie Droz, 2005, 401 p. (ISBN 978-2-88442-019-8, lire en ligne), p. IX-X.
7. ↑  Diocèse, 1985, p. 34 (lire en ligne).
8. ↑  Matthieu de La Corbière, Martine Piguet, Catherine Santschi, Terres et châteaux des évêques de Genève. Les mandements de Jussy, Peney et Thiez des origines au début du XVIIe siècle, Annecy/Genève, Académie salésienne - Archives d'État, 2001, 465 p. (lire en ligne), p. 49.
9. ↑  « Rue Ardutius-De-Faucigny », Noms géographiques du canton de Genève, sur ge.ch, État de Genève (consulté en juin 2025).